# دوزجه
دوزجه (به ترکی استانبولی: Düzce) شهری است در کشور ترکیه که در استان دوزجه واقع شده‌است. جمعیت این شهر بر اساس سرشماری سال ۲۰۰۸ میلادی ۱۱۹٬۴۱۰ نفر و بر اساس برآوردهای سال ۲۰۰۹ میلادی ۱۲۱٬۲۱۵ نفر می‌باشد.